# Nomen
Nomen (från latin nomen, ”namn”; plural: nomina eller nomen) är en term som i modern grammatisk analys används som överordnad term (hyperonym) för flera ordklasser med liknande egenskaper. Nomen är då en synonym till nominala ordklasser.
På olika språk och i olika tider betyder eller betydde nomen olika saker. ”Nomen” och adjektivet ”nominal” har tre betydelser:
1. alla substantiv‑lika ordklasser
2. substantiv och adjektiv
3. enbart substantiv.

## Ursprunglig betydelse
Den ursprungliga betydelsen är att nomina omfattar substantiv och adjektiv. Bruket att räkna substantiv och adjektiv som nomina går tillbaka till den antika och medeltida latinska (grekiskinfluerade) grammatiktraditionen. Latinska substantiv och adjektiv har likartad böjning. I denna äldre latinskspråkiga tradition indelades nomina i underavdelningar, men underavdelningarna tillhörde samma ordklass. De två underavdelningarna var:
- nomen substantivum, och
- nomen adjectivum[3]

vilket betyder ungefär ”substantiellt nomen” och ”tillagt nomen”. I äldre engelsk grammatik behölls och översattes denna terminologi som ”noun substantive” och ”noun adjective”.

## Betydelseutveckling till enbartsubstantivi vissa språk
På 1600‑ och 1700‑talet började grammatiker beskriva substantiv och adjektiv som skilda ordklasser. Frågan var då hur de skilda ordklasserna skulle benämnas.
I några språk användes den övergripande termen ”nomen” till att beteckna en av de två ordklasserna, nämligen substantiven. I modern engelska och franska har ”nomen” (engelska ”noun”, franska ”nom”) fått den mest inskränkta betydelsen: ”substantiv”. I denna grupp av språk uppstod ordpar av den engelska typen noun och adjective för de nya kategorierna. 
På andra språk har de moderna ordklasserna ”substantiv” och ”adjektiv” fått sina namn från de senare leden i termerna nomen substantivum och nomen adjectivum. Svenska språket valt denna lösning: substantiv–adjektiv.
Tabellen nedan visar hur den latinska terminologin gav upphov till två beteckningssätt i ett urval språk. I latin var nomen en övergripande kategori med två underkategorier. Det engelsk‐franska systemet inskränker ”nomen” (”noun”, ”nom”) till att betyda ”substantiv”. Det engelsk‐franska bruket finns i en minoritet av de språk som lånat eller ärvt de latinska orden.
| Latin            | nomen                | nomen              |
| Latin            | (nomen substantivum) | (nomen adjectivum) |
| engelska         | noun                 | adjective          |
| franska          | nom                  | adjectif           |
| bahasa indonesia | nomina               | adjektiva          |
| svenska          | substantiv           | adjektiv           |
| italienska       | sostantivo           | aggetivo           |
| tyska            | Substantiv           | Adjektiv           |

## Betydelseutveckling tillsubstantiv‑lika ordklasser
I modern teori har ”nomen”, särskilt adjektivformen ”nominal”, ibland fått den vidaste betydelsen som omfattar fler ordklasser än substantiv och adjektiv. På engelska har ”nominal” en vidare betydelse, (substantiv och adjektiv, och ofta ytterligare ordklasser) men formen ”noun” har fått den mest inskränkta betydelsen. Dessa skillnader mellan olika språk har bland annat lett till att den ursprungligen engelska grammatiktermen ”noun phrase” heter nominalfras på svenska, inte ”substantivfras”. En nominalfras kan ha ett substantiv, adjektiv eller pronomen som huvudord.

## Gemensamma drag hos nominala ordklasser
De nominala ordklasserna i vidare mening har vissa gemensamma drag. Ett viktigt gemensamt drag är att de i många språk kan böjas enligt samma grammatiska kategorier. I modern grammatik, som till skillnad från traditionell grammatik har utvecklat frasläran, är nominalfraser uppbyggda av ord från de nominala ordklasserna.
Ordböjningsläran (morfologin) indelas i två delar: deklination och konjugation. De nominala ordklassernas böjning kallas deklination; verbens böjning kallas konjugation. Övriga ordklasser tenderar att vara oböjliga.

## Svenska
Historiskt har den latinsk‑influerade betydelsen att nomina omfattar substantiv och adjektiv funnits i svenskt språkbruk. Belägg för det inskränkta bruket att medtaga endast substantiv finns från 1834, och belägg för att utvidga begreppet till att omfatta även pronomina och räkneord finns från 1898.
Enligt nuvarande språkbruk (Svenska Akademiens språklära) omfattar nomina 
- substantiv,
- adjektiv (inklusive particip, som i nyare grammatik ej längre ses som verbformer),
- pronomen och
- räkneord.[2]

I svenska böjs såväl substantiv som adjektiv i numerus och bestämdhet.

## Finska
I finsk grammatik avser nomina de ord som böjs i kasus och numerus, alltså ordklasserna substantiv, adjektiv, pronomen och räkneord.